# سسیل اندروس
سسیل دیل اندروس (Cecil Dale Andrus)‏ (۲۵ اوت ۱۹۳۱–۲۴ اوت ۲۰۱۷)، از سیاستمداران آمریکایی بود که به عنوان بیست‌ و ششمین و بیست‌ و هشتمین فرماندار ایالت آیداهو در مجموع به مدت چهارده سال خدمت کرد. او که خود در زمره دموکرات‌ها محسوب می‌شد، طی سال‌های ۱۹۷۷ تا ۱۹۸۱ و در زمان دولت کارتر، وزیر کشور ایالات متحده نیز بود. وی درنخستین حضورش در انتخابات فرمانداری در سال ۱۹۶۶ متحمل شکست شد ولی در چهار دوره دیگر (در سال‌های ۱۹۹۰، ۱۹۸۶، ۱۹۶۶ و ۱۹۷۴) در این رقابت‌ها به پیروزی رسید و با چهارده سال تصدی این سمت، طولانی‌ترین دوران فرمانداری را در تاریخ این ایالت به خود اختصاص داد. درواقع، او یکی از آخرین دموکرات‌هایی است که این مقام را در اختیار داشته‌است.
اندروس در عالم سیاست به جهت دیدگاه‌های حفاظت محیطی و زیست‌محیطیش قویش بسیار مورد توجه بود. از این رو منطقه حفاظت‌شده‌ای که در سال ۱۹۹۳ در شهرستان واشینگتن به ثبت رسید، به افتخار او منطقه مدیریت‌شده حیات وحش سسیل دی. اندروس نام گرفت. در سال ۲۰۱۸ نیز نام منطقه حفاظت‌شده «ابرهای سفید» به نام سسیل دی. اندروس تغییر کرد. او به عنوان یک سیاستمدار لیبرال در تلاش بود تا با محدود ساختن منافع تجاری حاصل از اراضی ملی و همچنین سپردن امور به دست متخصصان در وزارت کشور، از محیط زیست محافظت کند. وی عمیقاً باور داشت که حمایت از محیط زیست می‌تواند و البته باید در کنار توسعه اقتصادی مثبت جریان داشته باشد.

## اوان زندگی
اندروس که در تاریخ ۲۵ اوت ۱۹۳۱‏ در منطقه هود ریور واقع در ایالت اورگن متولد شده بود، فرزند میانی هال استفان و دوروتی می (جانسون) اندروس بود؛ برادر بزرگترش استیو و خواهر کوچکترش مارگارت نام داشت. آنها ابتدا در نزدیکی شهر جانکشن و درمزرعه‌ای که از انرژی برق بی‌بهره بود، زندگی می‌کردند. اوایل سال ۱۹۴۲ و درست در خلال جنگ جهانی دوم این خانواده به یوجین نقل‌مکان کردند. آن هنگام «سیس» یازده سال داشت و هال (۱۹۰۶–۲۰۰۴)‏ به همراه برادرش باد (Bud) در این شهر یک کارگاه تراش‌کاری به راه انداخت و در آنجا به کار تعمیر ابزارآلات کارخانجات چوب‌بری مشغول شد. اندروس در سال ۱۹۴۸ و در شانزده سالگی از مدرسه یوجین فارغ‌التحصیل و سپس وارد کالج ایالتی اورگن در کوروالیس شد. در بدو ورود به آنجا رشته مهندسی را برای تحصیل انتخاب کرد.
درسال ۱۹۴۹ و در هفده سالگی توانست شغل تابستانی مناسبی در یکی از شرکت‌های محلی توزیع نیرو به دست آورد و اواخر ماه اوت همان سال به همراه معشوقه هم‌مدرسه‌ایش، کارول مایی می (متولد ۲۶ دسامبر ۱۹۳۲) به شهر رنو فرار کردند. در آن زمان اندروس تازه‌وارد هیجده سالگی شده بود و کارول نیز شانزده ماه از او کوچکتر بود. اندروس ازدواج شاد و عاشقانه‌ای داشت و همواره از کارول با نام «همسر اولش» یا «نوعروس خودش» یاد می‌کرد. او تصمیم گرفت به کار کردن ادامه دهد و دیگر به کالج بازنگردد. با آغاز جنگ کره در فوریه ۱۹۵۱، او در نیروی دریایی آمریکا نامنویسی کرد و تا سال ۱۹۵۵ به عنوان تکنسین برق بر روی هواپیماهای گشت دریایی به خدمت پرداخت. پس از اتمام دوران خدمتش در نیروی دریایی، به اورفینو عزیمت کرد و در آنجا وارد صنایع چوب شد و در کارخانه چوب‌بری که پدرش یکی از مالکانش بود، مشغول شد و کارهای مختلفی انجام داد. پس از تعطیلی کارخانه چوب‌بری، اندروس به صنعت بیمه روی آورد و در سال ۱۹۶۶ خانواده‌اش را به شهر لوئیستون، جایی در پایین دست رودخانه کلیرواتر، برد.

## حرفه سیاسی

### مجلس سنای ایالتی
در سال ۱۹۶۰ اندروس که ۲۸ سال داشت، نگران مواضع سناتور جمهوریخواه در مورد لزوم انجام اصلاحات آموزشی در مدارس آیداهو و به ویژه در مدارس مناطق روستایی این ایالت بود. از این رو، به نمایندگی از دموکرات‌ها برای رقابت با او نامنویسی کرد و پیروز شد. وی در سال‌های ۱۹۶۲ و ۱۹۶۴ نیز بار دیگر از اوروفینو (و کلیرواترکانتی) به مجلس سنا راه یافت.

### نامزدی در انتخابات فرمانداری
اندروس نخستین بار در سال ۱۹۶۶ نامزد انتخابات فرمانداری شد ولی در انتخابات مقدماتی که میان دموکرات‌ها برگزار شد، با اختلاف اندکی رقابت را به چارلز هرندون واگذار کرد که از وکلای اهل سالمون بود.
با این حال، اواسط سپتامبر و درست هفت هفته مانده به زمان انتخابات، هرندون و دو نفر از همراهانش در سانحه سقوط یک هواپیمای شخصی دو موتوره در کوهستانی در شش مایلی (۱۰ کیلومتری) شمال‌غرب استنلی و در مسیر توئین‌فالز به کوردوآلن، جان خود را از دست دادند. بدین‌ترتیب اندروس به عنوان نامزد جایگزین هرندون برای شرکت در انتخابات معرفی شد. او در انتخابات عمومی با بیش از ۱۱ هزار اختلاف رأی، رقابت را به نامزد جمهوریخواهان، دان ساموئلسون که اهل سندپوینت بود، واگذار کرد و بدین‌ترتیب به طرز غیرمنتظره‌ای در هر دو رقابت عمومی و مقدماتی انتخابات فرمانداری در یک سال شکست خورد. او دو سال بعد مجدداً به مجلس سنا راه یافت و در انتخابات ۱۹۸۶ به راحتی در مقابل نماینده جمهوریخواهی که بر مسند قدرت بود، به پیروزی رسید و نماینده لوئیستون شد. البته لازم است ذکر شود لوسیل، بیوه هردونز، پس از مرگ همسرش مناصب سیاسی متعددی را در آن منطقه بر عهده گرفت.

### فرماندار آیداهو (۱۹۷۱–۱۹۷۷)
اندروس بدون واهمه از شکست پیشین خود، این بار با بیش از ده هزار رأی موفق شد در انتخابات سال ۱۹۷۰ فرمانداری، ساموئلسون را شکست دهد. بخش زیادی از این موفقیت را باید مرهون نقش پررنگ او در مخالفت با توسعه معدن مولیبدن در کوهستان «ابرهای سفید» دانست که ساموئلسون از حامیان آن بود.
اندروس در اولین دوره فرمانداریش نقش مهمی در جلب حمایت کنگره آمریکا برای محافظت دولت از پارک طبیعی ساوتوث واقع در ایالت آیداهو ایفا کرد. اندروس بدون هیچ مشکلی بار دیگر در انتخابات ۱۹۷۴ با بیش از ۷۰ درصد آراء برگزیده شد و در مقابل ستوان جک ام. مورفی را که نماینده جمهوریخواهان و اهل شوشون بود با اختلاف فاحشی به برتری رسید.

### وزیر کشور (۱۹۷۷–۱۹۸۱)
در ژانویه ۱۹۷۷، اندروس فرمانداری را ترک کرد تا به عنوان وزیر کشور در دولت رئیس‌جمهور جدید، جیمی کارتر، مشغول خدمت شود. آشنایی این دو با یکدیگر به سال ۱۹۷۱ و زمانی بازمی‌گشت که هر دو به تازگی فرماندار شده بودند. وی نخستین فردی بود که از ایالت آیداهو به کابینه دولت راه می‌یافت. ستوان جان وی‌ایوانز پس از او فرماندار آیداهو شد، دموکراتی که با پیروزی در انتخابات ۱۹۷۸ و ۱۹۸۲ قریب به یک دهه در این سمت باقی ماند.
اندروس در تصویب قانون گسترش پارک ملی ردوود در سال ۱۹۷۸ توسط کنگره، نقش تعیین‌کننده‌ای داشت. به موجب این قانون ۴۸ هزار جریب (حدود ۱۹ هزار هکتار) زمین به وسعت پارک ملی ردوود در کالیفرنیا افزوده شد تا بدین‌وسیله از بقایای جنگل‌های سرخ‌چوب در این منطقه محافظت شود.
در سال ۱۹۷۹ و هنگامی که رئیس‌جمهور کارتر در کمپ‌دیوید در راستای عقب‌نشینی دولت، خواستار استعفای جمعی اعضای کابینه شد با کناره‌گیری اندروس موافقت نشد. بدین‌ترتیب، او تا پایان دولت کارتر در وزارت کشور باقی ماند و پس از اتمام دوران ریاست‌جمهوری کارتر در ژانویه ۱۹۸۱، به آیداهو بازگشت.
اندروس در خاطراتش با توجه به تلاش‌های مذبوحانه و موفق خود در حصول اطمینان از تصویب قانون محافظت از سرزمین‌های آلاسکا در آخرین ماه دولت کارتر در دسامبر ۱۹۸۰ از لزوم مصالحه در این زمینه یاد می‌کند.

## وفات
آندروس در تاریخ ۲۴ اوت ۲۰۱۷ و تنها یک روز پیش از تولد هشتاد و شش سالگیش بر اثر عوارض ناشی از سرطان ریه در بویز از دنیا رفت.